# Lamborghini Matador EV
 (juin 2022).
Si vous disposez d'ouvrages ou d'articles de référence ou si vous connaissez des sites web de qualité traitant du thème abordé ici, merci de compléter l'article en donnant les références utiles à sa vérifiabilité et en les liant à la section « Notes et références ».
 (juin 2022).
Pour les articles homonymes, voir Matador (homonymie).
Chronologie des modèles
La Lamborghini Matador EV est un concept car du constructeur automobile italien Lamborghini. Le design a été proposé en 2021 et pour l'instant[Quand ?], aucune maquette n'a été réalisée.

## Date de sortie
La date de sortie exacte de cette voiture est encore inconnue, mais elle est estimée entre 2025 et après.

## Design et moteur
Ce design aérodynamique est basé sur la Lamborghini Egoista et la Lamborghini Vision GT, avec son V12 GT. Cette voiture sera une Lamborghini de course, et elle sera électrique.